# Ugo Bonnet
Ugo Bonnet (Montpellier, 17 settembre 1993) è un calciatore francese, attaccante dell'IMT Belgrado.

## Carriera
Cresciuto calcisticamente nel Castelnau Le Cres, passa successivamente alle giovanili del Rodez. Dopo aver giocato prima per la terza squadra poi per la seconda, esordisce con la prima squadra del Rodez il 20 dicembre 2014, sostituendo Loïc Coupin al 92' minuto nella partita di campionato contro il Le Pontet. Il 9 aprile 2016 segna il suo primo gol in prima squadra nella partita contro il Sète vinta per 1-0. La stagione 2017-2017 il Rodez vince il girone D di CFA e viene promossa in Championnat National, con Bonnet che gioca 28 partite segnando 2 gol. Nella stagione 2018-2019, la seconda nel Championnat National il Rodez vince il campionato e conquista la promozione in Ligue 2, con Bonnet che segna 9 gol in 30 presenze. Il 26 luglio 2019 effettua quindi il suo esordio come professionista, nella partita di Ligue 2 contro l'Auxerre, vinta per 2-0, nella quale segna anche il suo primo gol come professionista. Chiude la stagione con 11 gol in 25 presenze, col campionato che si interrompe già il 30 aprile 2020, dopo 28 giornate, a causa della pandemia di COVID-19 in Francia.
Il 29 gennaio 2022 passa al Valenciennes, militante in Ligue 2.
Il 1º febbraio 2024 passa al Guingamp, rimanendo in Ligue 2. Successivamente si trasferisce all'IMT Belgrado, club della prima divisione serba.

## Statistiche

### Presenze e reti nei club
Statistiche aggiornate al 3 febbraio 2024.
| Stagione            | Squadra             | Campionato          | Campionato | Campionato | Coppe nazionali | Coppe nazionali | Coppe nazionali | Coppe continentali | Coppe continentali | Coppe continentali | Altre coppe | Altre coppe | Altre coppe | Totale | Totale |
| Stagione            | Squadra             | Comp                | Pres       | Reti       | Comp            | Pres            | Reti            | Comp               | Pres               | Reti               | Comp        | Pres        | Reti        | Pres   | Reti   |
| ------------------- | ------------------- | ------------------- | ---------- | ---------- | --------------- | --------------- | --------------- | ------------------ | ------------------ | ------------------ | ----------- | ----------- | ----------- | ------ | ------ |
| 2014-2015           | Rodez               | CFA                 | 7          | 0          | CF              | 0               | 0               | -                  | -                  | -                  | -           | -           | -           | 7      | 0      |
| 2015-2016           | Rodez               | CFA                 | 11         | 1          | CF              | 3               | 1               | -                  | -                  | -                  | -           | -           | -           | 14     | 2      |
| 2016-2017           | Rodez               | CFA                 | 28         | 2          | CF              | 5               | 2               | -                  | -                  | -                  | -           | -           | -           | 34     | 4      |
| 2017-2018           | Rodez               | N                   | 19         | 3          | CF              | 2               | 0               | -                  | -                  | -                  | -           | -           | -           | 21     | 3      |
| 2018-2019           | Rodez               | N                   | 30         | 9          | CF              | 3               | 1               | -                  | -                  | -                  | -           | -           | -           | 32     | 10     |
| 2019-2020           | Rodez               | L2                  | 25         | 11         | CF+CdL          | 1+0             | 0               | -                  | -                  | -                  | -           | -           | -           | 26     | 11     |
| 2020-2021           | Rodez               | L2                  | 37         | 8          | CF              | 2               | 0               | -                  | -                  | -                  | -           | -           | -           | 39     | 8      |
| 2021-gen. 2022      | Rodez               | L2                  | 22         | 2          | CF              | 2               | 0               | -                  | -                  | -                  | -           | -           | -           | 24     | 2      |
| Totale Rodez        | Totale Rodez        | Totale Rodez        | 179        | 36         |                 | 18              | 4               |                    | -                  | -                  |             | -           | -           | 197    | 40     |
| gen.-giu. 2022      | Valenciennes        | L2                  | 16         | 5          | CF              | -               | -               | -                  | -                  | -                  | -           | -           | -           | 16     | 5      |
| 2022-2023           | Valenciennes        | L2                  | 37         | 3          | CF              | 3               | 0               | -                  | -                  | -                  | -           | -           | -           | 40     | 3      |
| 2023-gen. 2024      | Valenciennes        | L2                  | 14         | 0          | CF              | 1               | 1               | -                  | -                  | -                  | -           | -           | -           | 15     | 1      |
| Totale Valenciennes | Totale Valenciennes | Totale Valenciennes | 67         | 8          |                 | 4               | 1               |                    | -                  | -                  |             | -           | -           | 71     | 9      |
| gen.-giu. 2024      | Guingamp            | L2                  | 0          | 0          | CF              | -               | -               | -                  | -                  | -                  | -           | -           | -           | 0      | 0      |
| Totale carriera     | Totale carriera     | Totale carriera     | 246        | 44         |                 | 22              | 5               |                    | -                  | -                  |             | -           | -           | 268    | 49     |

## Palmarès

### Competizioni nazionali
- Championnat de France amateur: 1

Rodez: 2016-2017 (Gruppo D)
- Championnat National: 1

Rodez: 2018-2019